# المعهد العالي للغات بقابس
 المعهد العالي للغات بقابس هو إحدى المؤسسات العليا التابعة لجامعة قابس، وقد أحدث عام 2000 وذلك بمقتضى الأمر عدد 1189 –2000 المؤرخ في 30 ماي 2000. وهو مؤسسة عمومية تتمتع بالاستقلال المالي. 

شعار المعهد العالي للغات بقابس

## أرقام
طبقا لأرقام السنة الدراسية 2007-2008 يدرس بها 4123 طالبا من بينهم 3391 طالبة.

## الشهادات
تنتهي الدراسة بالمعهد العالي للغات بقابس بإحدى الشهادات التالية:
- الأستاذية في اللغات التالية : الفرنسية، الإنقليزية، الألمانية، الإيطالية.
- شهادة تقني سامي في الكتابة والخدمات السياحية.

## الإدارة
- المدير: عبد المجيد العيادي
- الكاتب الأول: سعيد الخلفلي

## وصلة خارجية
- موقع المعهد العالي للغات بقابس.